# Robert Alexander Hillingford

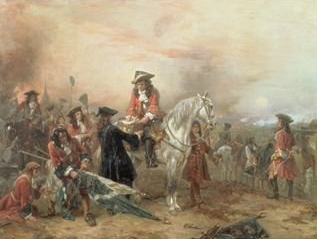
The Duke of Marlborough Signing the Despatch at Blenheim.

Robert Alexander Hillingford, né le 28 janvier 1828 à Londres et mort en 1904 dans cette même ville, est un peintre britannique. 

## Biographie
Robert Alexander Hillingford naît le 28 janvier 1828 à Londres. De 1841 à 1864, il étudie à Düsseldorf, Munich, Rome et Florence. Il retourne à Londres en 1864. Il expose la première fois en 1866 à la Royal Academy. Peintre prolifique, Hillingford  peint des toiles historiques, principalement des scènes de bataille,. Il meurt à Londres en 1904.

## Toiles
- The Duchess of Richmond's Ball (années 1870, Goodwood House)[6]
- Yet Still a King (1888, Kelvingrove Art Gallery and Museum)
- Hurry up the Guns: Wellington driving the French out of Spain and into France (Queen's Royal Lancers)
- The Escape of Joseph Bonaparte, King of Spain with British troopers charging (Queen's Royal Lancers)
- Surrender: The capture of General Lefebre Desnouettes at the Ford of the Elsa at Benavente, 1809, by Pte. Luke Guisdall, 10th Hussars (Royal Hussars)
- The Duke of Marlborough saving the day at Ramillies (Queen's Royal Lancers)
- Ramillies, 23 May 1706: capture of the standards and kettledrums by the Queen's Regiment of Horse (Royal Dragoon Guards)
- The Defence of Hougoumont
- After Waterloo: The English Army halting upon what had been the French position... (1889, Institute of Directors)
- Napoleon's peril at Brienne-le-Chateau (1891)
- The Morning of Waterloo (1896)

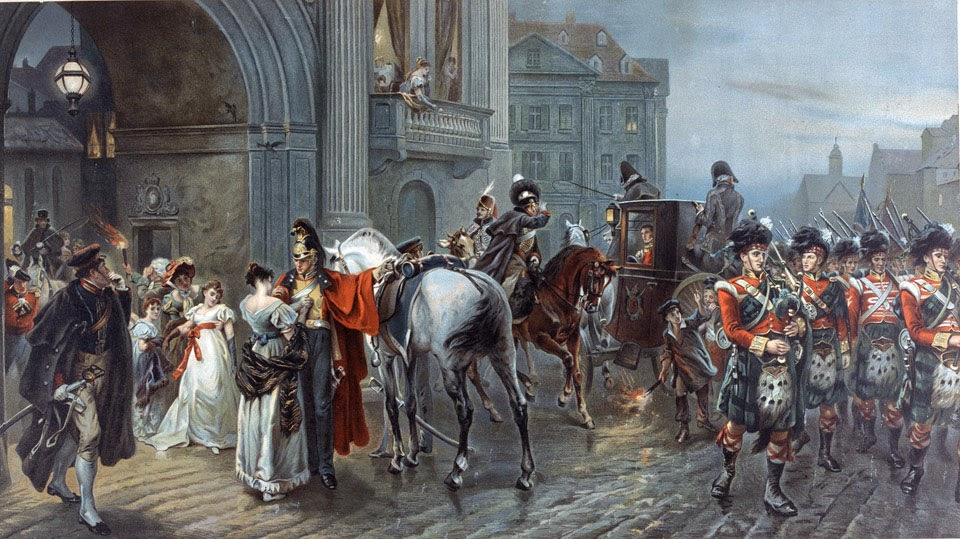
Summoned to Waterloo. Des fêtards quittent le bal de la Duchesse de Richmond alors que des soldats quitte Bruxelles pour aller aux combats.

- Summoned to Waterloo: Brussels, dawn of June 16, 1815 (1898)
- Battle of Balaclava, Charge of the Light Brigade (1899)
- Sebastopol: the attack on the Redan (1899)
- Death of Sir Richard Granville, captain of the Revenge, on board the Spanish Flagship San Pablo after the Battle of Flores (1899, Victoria Art Gallery, Bath)
- Charge of the Light Brigade (1899)
- The Scots Greys among the French Guns at Waterloo (1899, Royal Scots Dragoon Guards)
- A critical moment at Quatre Bras (1900)
- The flight of the French through the town of Vittoria: Peninsular War (1900)
- South Africa, 1901: The Dawn of Peace (1901)
- George II at Dettingen (1902)

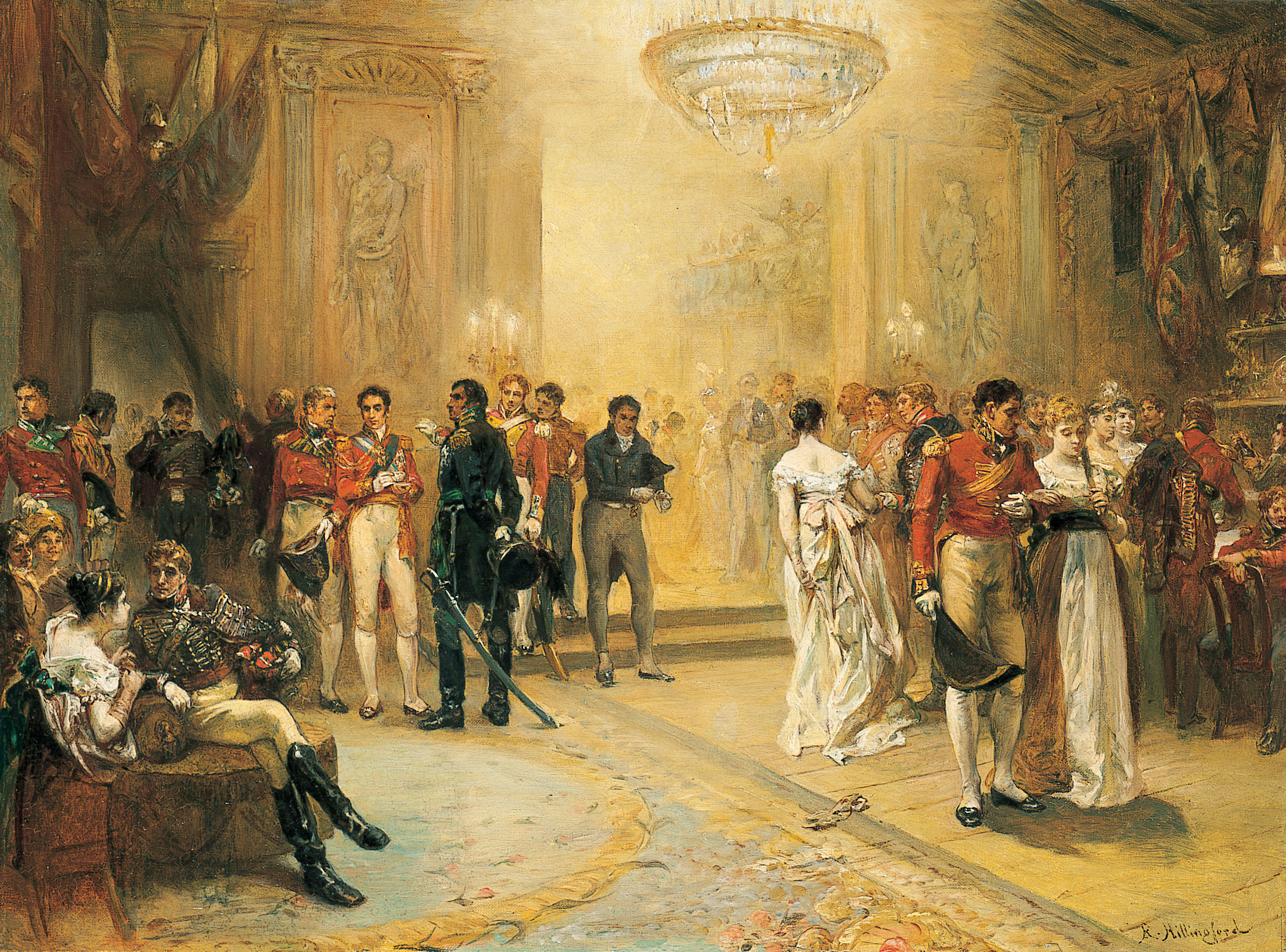
The Duchess of Richmond's Ball
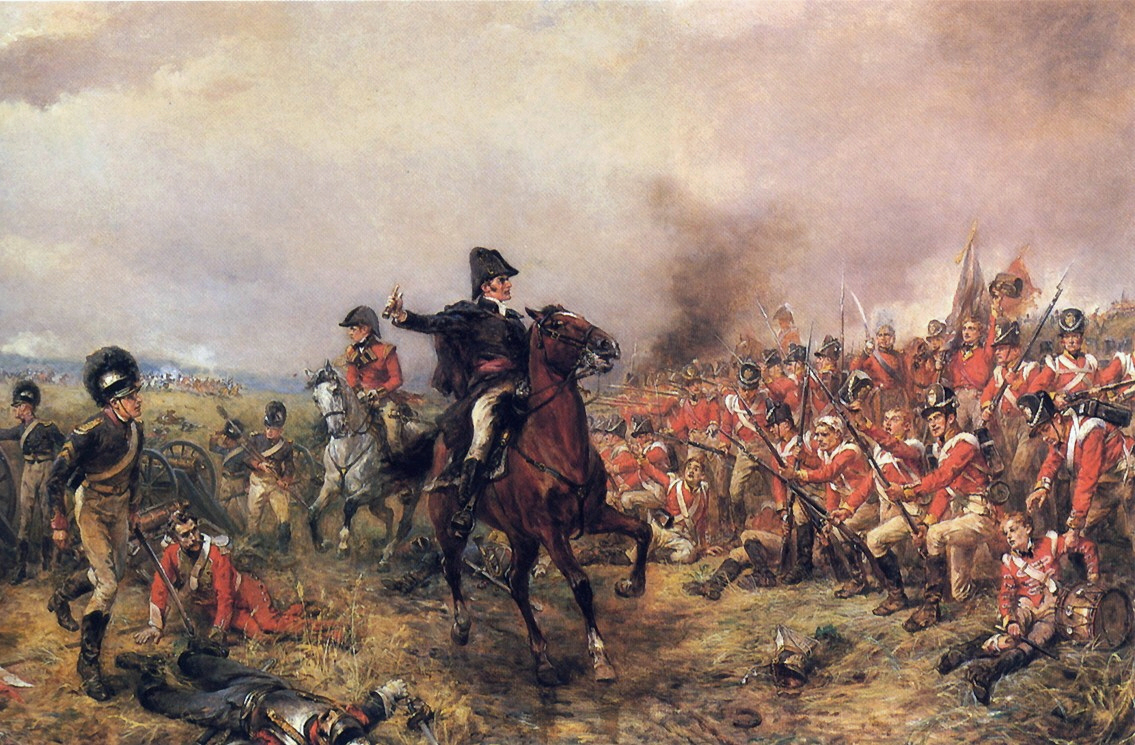
Wellington at Waterloo
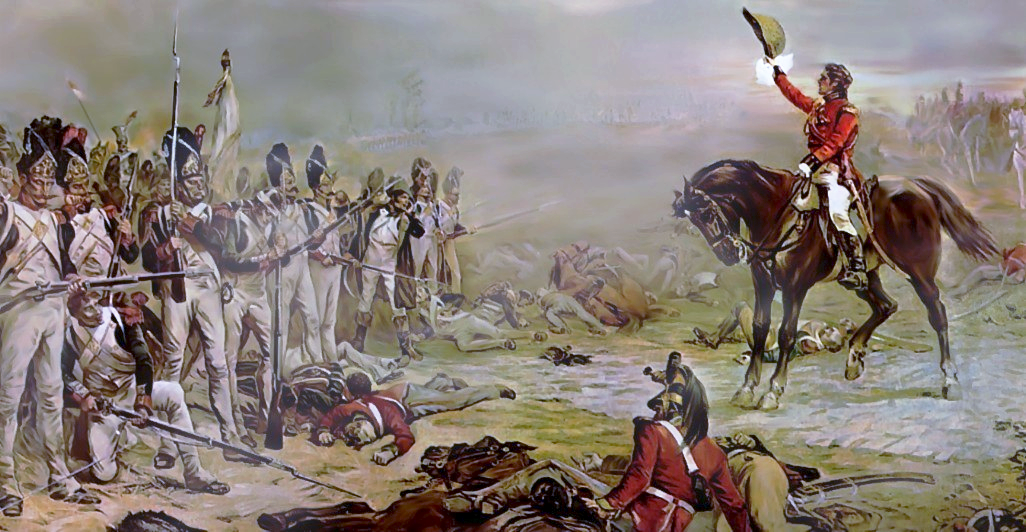
Lord Hill invites the last remnants of the French Imperial Guard to surrender